# Amadou-Mahtar M'Bow
Amadou-Mahtar MBow, né le 20 mars 1921 à Dakar et mort le 24 septembre 2024 dans la même ville, est un homme politique sénégalais, plusieurs fois ministre dans son pays, et premier Africain à avoir été directeur général de l’Unesco, institution qu’il a présidé de 1974 à 1987.

## Biographie
Selon l'hebdomadaire Jeune Afrique, Amadou-Mahtar MBow « affiche un CV kilométrique », dont il est difficile de rendre pleinement compte.
Né à Dakar en 1921, il grandit à Louga en compagnie de son cousin Mamadou Nago Gueye dit Doudou Gueye Nago et Assane Diop Pathé avec lesquels il entre d'abord à l'école coranique puis à l'école française grâce à Blaise Diagne.
À 18 ans, il prend part à la Seconde Guerre mondiale sous le drapeau français. Il rejoint l’armée de l’air en tant qu’engagé volontaire en mars 1940 pour la durée de la guerre. Démobilisé en octobre 1940, il est rappelé à l’activité en janvier 1943, avant d’être à nouveau démobilisé en 1945. Il poursuit des études d’ingénieur aéronautique en France tout en décidant de passer son baccalauréat en lettres modernes qui lui ouvre les portes de la Sorbonne. Il y obtient une licence en-lettres d’enseignement et préside parallèlement l’Association des Étudiants de Paris puis fonde la Fédération des étudiants d'Afrique noire en France.
De 1951 à 1953, il est professeur au collège de Rosso en Mauritanie, avant de revenir au Sénégal où il crée et dirige de 1952 à 1957 le Service de l’Éducation de base et est nommé chef des Missions d'éducation de base de Darou Mousty, Badiana, Sénoudébou puis Gaya. Il enseigne l’Histoire et la Géographie jusqu’en 1966 ; notamment au lycée Faidherbe de Saint-Louis puis à l’École normale supérieure de Dakar. Il préside en 1965 à Abidjan la conférence des experts chargés de proposer la réforme des programmes d’histoire et de géographie des États francophones d’Afrique noire et de Madagascar.
Déjà ministre de l'Éducation et de la Culture du Sénégal pendant la période d’autonomie interne (1957-1958), il démissionne pour s’engager dans la lutte pour l’indépendance de son pays qui sera effective en 1960. Celle-ci acquise, il deviendra ministre de l'Éducation nationale (1966-1968), puis de la Culture et de la Jeunesse (1968-1970) et député à l’Assemblée nationale, au Conseil exécutif en 1966 et au Conseil municipal de Saint-Louis.
En 1970 il est d'abord nommé sous-directeur général de l’UNESCO pour l’éducation. Puis, élu en 1974 et réélu en 1980, il est directeur général de l'UNESCO de 1974 à 1987. Sous sa direction, la commission dirigée par Seán MacBride délivre un rapport intitulé Many Voices, One World qui présente des recommandations pour établir un nouvel ordre mondial de l'information et de communication, plus équitable.
En 2008, âgé de 87 ans, il accepte de présider les Assises nationales du Sénégal lancées par le Front Siggil Senegaal qui ont réuni pendant près d'un an les principaux partis d'opposition au pouvoir du président Abdoulaye Wade et des dizaines d'organisations diverses. Expérimenté et conscient de ses responsabilités, il avait auparavant rencontré le chef de l'État, les représentants de la société civile, ainsi que les dignitaires religieux. Le 24 mai 2009 il a officiellement prononcé la clôture des Assises.
Après la fin des travaux, il a annoncé son intention de poursuivre la rédaction de ses Mémoires et de reprendre ses conférences.
En décembre 2022, le président Macky Sall inaugure une université à Diamniadio qui porte le nom d'Amadou-Mahtar MBow.
Amadou-Mahtar MBow meurt le 24 septembre 2024, à l'âge de 103 ans,.

## Distinctions
Il a obtenu au moins 40 Doctorat honoris causa :
- Université de Sherbrooke ( Canada)
- Université d'Uppsala ( Suède)
- Université Paris I Panthéon Sorbonne ( France, 8 décembre 1975)[12]
- Université de Grenade en Philosophie ( Espagne, 1975)[13]
- Université de Sherbrooke ( Canada, 25 octobre 1975)[14]
- Université de Nairobi ( Kenya, 1977)[15]
- Université pontificale catholique du Pérou ( Pérou, 1978)[16]
- Université du Québec à Trois-Rivières ( Canada, 22 novembre 1978)[17]
- Université de Belgrade ( Serbie, 1980)[18]
- Université Laval ( Canada, 1982)[19]
- Université de Malte ( Malte, 1986)[20]
- Université polytechnique de Catalogne ( Espagne, 1987)[21]
- Université du Cauca ( Colombie, 29 mars 1987)[22]

## Décorations et distinctions

### Décorations
- 2011 :  Commandeur de la Légion d'honneur[4].
- 2017 :  Grand-croix de l'ordre de l'Infant Dom Henri
- Grand officier de l'ordre national du Mérite (Guinée)
- Commandeur de l'ordre des Palmes académiques
- Commandeur de l'ordre des Arts et des Lettres

### Distinctions
- Membre de l'Académie du royaume du Maroc[23].

## Publications (sélection)
- Enquête préliminaire sur le village de Gaya, et les villages de Sénoudébou et Dembakané, 1955-1956
- Le temps des peuples, 1982 (discours)
- De la concertation au consensus : l'UNESCO et la solidarité des nations, 1979
- Quel avenir pour l'Afrique ?, 1990 (conférence)
- Collectif, La science et la technologie dans les pays en développement : pour une renaissance scientifique de l'Afrique, 1992 (symposium)
- Assises nationales. Sénégal, An 50. Bilan et perspectives de refondation, L'Harmattan, Paris, 2012, 298 p.  (ISBN 9782296556430) (sous la direction de Amadou Mahtar Mbow)